# Orbitolina
Orbitolina és un gènere extint de foraminífers bentònics de la subfamília Orbitolininae i de l'ordre Loftusiida. La seva espècie tipus és l’Orbitulites concava. L'interval cronoestratigràfic comprèn de l'Albià fins al Cenomanià (Cretaci inferior). Ha estat emprat com a marcador de fàcies de plataforma carbonatada de poca fondària d'immersió i com a índex fòssil del Cretaci. Algunes classificacions prèvies incloïen el gènere dins del subordre Textrulariina o a l'ordre Lituolida.
El fòssil en forma de pedreta rodonenca i plana, rep el nom popular de llentilla.